# Klüver (Segel)

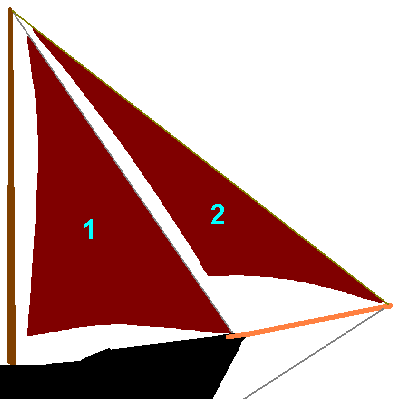
1: Fock, 2: Klüver

Der Klüver, von niederländisch „kluif“ (in der ursprünglichen Bedeutung „Klaue“), ist ein dreieckig geschnittenes Segel, das am Klüverbaum (woher sein Name rührt) vor dem Bug gefahren wird.
Sind mehrere Klüver aufgezogen, nennt man den vordersten Flieger, dann kommen Außenklüver, Klüver und dann der Binnenklüver, der auch Innenklüver genannt wird. Alle weiteren Vorsegel sind dann Vorstengenstagsegel und als solche nicht mehr auf dem Klüverbaum angeschlagen und somit auch keine Klüver.
Bei alten Kuttern mit Hochtakelung wird teilweise auch dann das vorderste Vorsegel als Klüver bezeichnet, wenn kein Klüverbaum vorhanden ist. Die Fock wird dann am Kutterstag gefahren. Heute wird auch bei einem kuttergetakelten Schiff in der Regel Fock oder Genua am äußersten Vorstag gefahren und am Kutterstag ein Kutter oder eine Sturmfock. 
Eine wichtige Aufgabe des Klüvers auf großen Rahschiffen ist es, das Drehmoment beim Wenden und Halsen zu unterstützen und damit die Drehbewegung des Schiffs zu beschleunigen. 